# Mithraeum de Tirlemont
Le mithraeum de Tirlemont est un mithraeum construit au IIIe siècle dans la commune de Tirlemont, province du Brabant flamand en Belgique),.
C'était un lieu du culte de Mithra découvert en 1998 grâce aux fouilles du site.  Il s'agit désormais de l'un des quatre mithraea découverts en Belgique.

## Historique
Grâce aux fouilles, les ruines ont aidé à déterminer la forme originale du bâtiment. Les restes trouvés dans les fosses rituelles étaient censés faire partie des pratiques religieuses du culte en raison de leur proximité avec le mithraeum par rapport au reste des fouilles.
À côté du mithraeum, situé au sud-ouest de Tirlemont,se trouve un tronçon la chaussée romaine qui mène au centre de Tirlemont ainsi qu'un tumulus découvert (ne pas confondre avec les tumuli de Grimde qui se trouvent au sud-est de Tirlemont), construit un siècle avant le temple. Le long du même chemin, une plaque de bronze déclarant la dévotion du culte de Mithra a été découverte. 

### Conception
En entrant dans le cadre en bois du temple, une nef de cella, ou une salle fermée, apparaît avec des bancs latéraux alignés appelés podia. Depuis l'entrée, on trouve un chemin central de 12 m de long sur 2 m de large. À son extrémité se trouvait une niche, qui peut être décrite comme le point central du mithraeum. À l'intérieur du bâtiment, le sol contenait un bas-relief de tauroctonie (célèbre scène de mise à mort du taureau, propre au dieu Mithra. La disposition des podia (ou plates-formes), de style grec, à l'intérieur du temple, était appropriée pour les grandes foules rassemblées pour des fêtes sacrées. Creusée sous l'un des bancs latéraux se trouvait une ravine construite à l'origine avec un revêtement en bois, conçue pour retenir l'eau. Une deuxième ravine a été découverte, mais son emplacement était perpendiculaire au canal alternatif. Le complexe mithraïque était entouré d'une clôture en bois, ou palissade, définissant les limites de propriété du mithraeum.

### Vestiges archéologiques

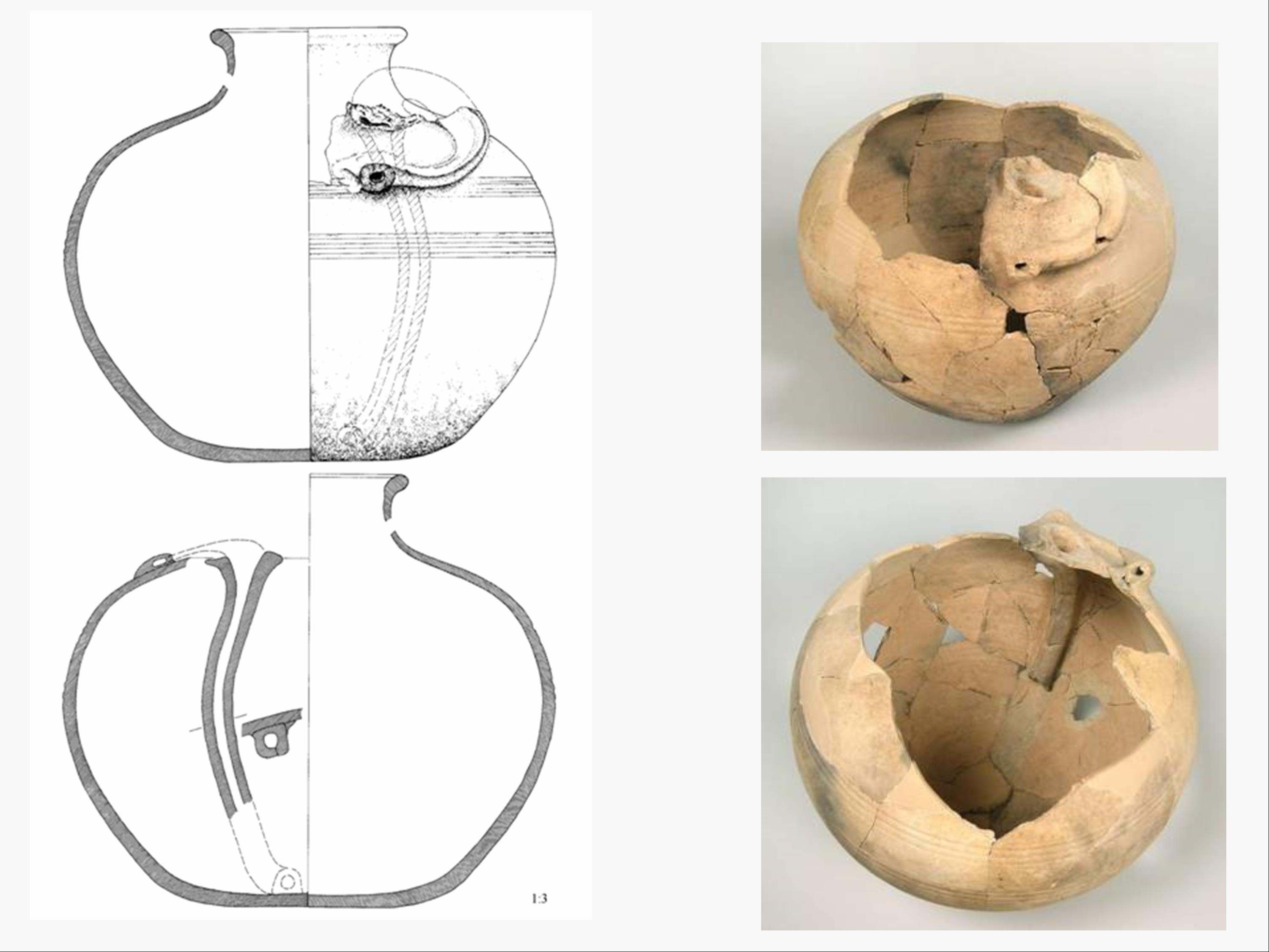
Dessin de reconstruction et photos de fragments de vase serpent (mithraeum de Tirlemont).

Des sites rituels près du mithraeum ont été découverts contenant près de 14 000 restes d'animaux. Les quelques-uns qui ont pu être entièrement réassemblés étaient : 1 maquereau espagnol, 1 lièvre, 1 choucas, 2 anguilles, 10 porcelets, 14 agneaux et 285 poulets. Au cours des Ier et IIe siècles, le maquereau espagnol était un aliment rare que l'on trouvait couramment dans les sites romains en raison de sa popularité. Le choucas reconstitué est lié à l'utilisation d'oiseaux noirs dans les temples religieux, ce qui est spécifique à la religion du mithraïsme. La majorité de ces animaux étaient des porcs, des moutons et des poulets, tués à l'état juvénile, tandis que les autres oiseaux étaient tués à l'âge adulte. Leurs âges sont des indices de la culture mithraïque. Étant donné que les sacrifices d'animaux, en particulier chez les adolescents, sont historiquement courants dans de nombreuses religions, cela sépare les animaux sacrificiels d'autres utilisations, telles que la nourriture pour les banquets.

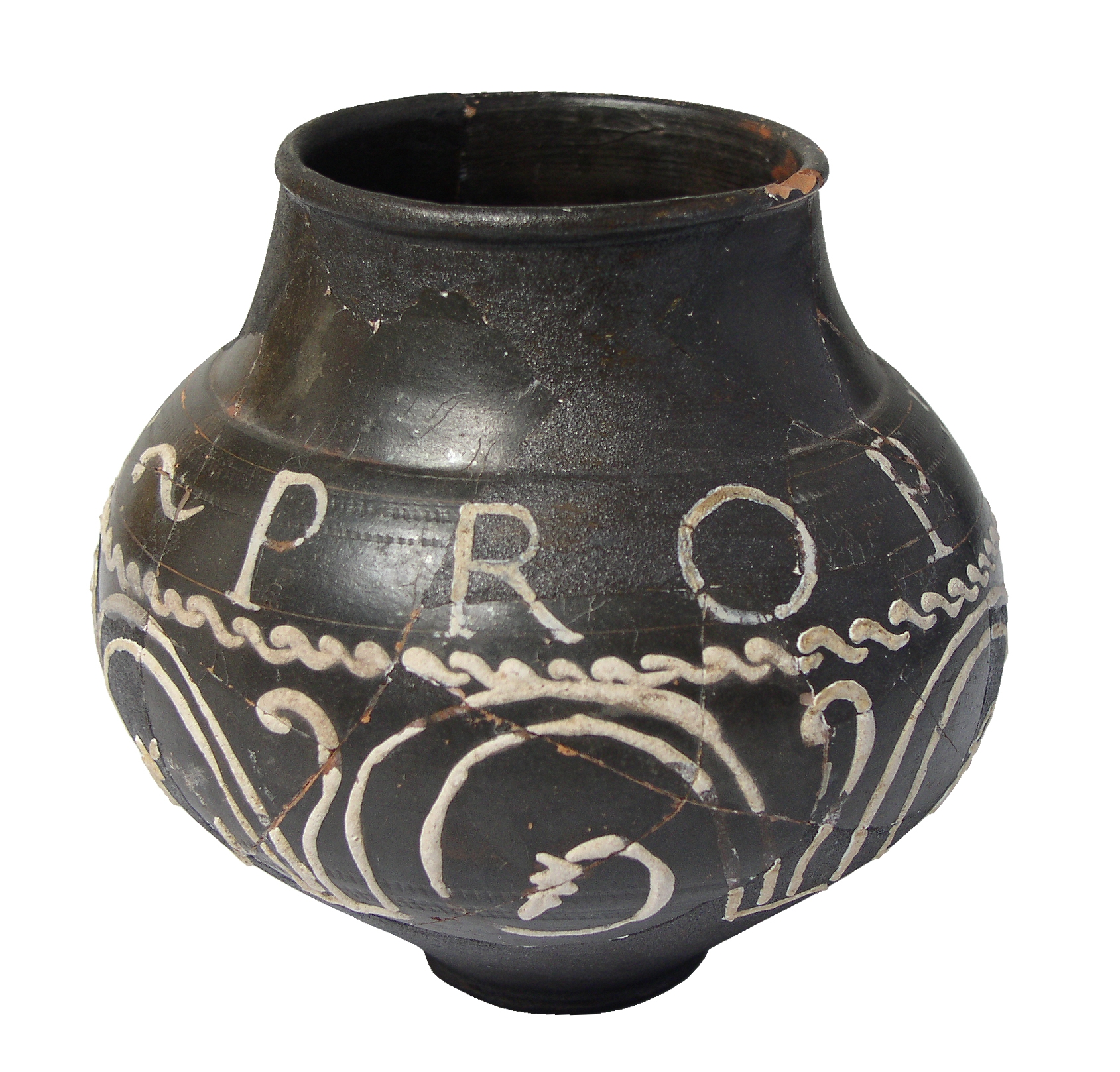
Gobelet fabriqué à Trèves avec décoration et devise latine : propino tibi, « Je bois à toi » (Mithraeum de Tirlemont).

Les découvertes comprennent des lampes à huile de Rhénanie, des gobelets enduits de noir de Trèves, des statues en terre cuite et une lampe en bronze représentant Silène. L'un des objets cultuels les plus évidents découverts était un brûle encens couramment utilisé lors des cérémonies religieuses au sein du mithraeum.
Ceci peut être constaté par les restes de son combustible sur les carreaux du sol du temple. En comparaison avec les récipients trouvés dans les cimetières ordinaires, les récipients utilisés par le culte mithraïque avaient des proportions agrandies pour leurs pratiques religieuses. Dans l'un des lieux sacrés du mithraeum de Tirlemont, un site funéraire contenant un poignard, des ustensiles de cuisine et des os d'animaux a été fouillé après l'effondrement de la plate-forme au-dessus. La découverte des vestiges de l'édifice témoigne de la croissance de la religion des territoires urbains vers des zones plus rurales.